# Area 18 di Brodmann
L'area 18 di Brodmann (nell'acronimo inglese BA18) è una regione che occupa la maggior parte del lobo occipitale del cervello umano. È conosciuta anche come Area dell'Associazione Visiva ed è responsabile dell'interpretazione di immagini.

## Negli umani
Questa regione è anche conosciuta come "area parastriata 18". È una suddivisione citoarchitettonica della regione occipitale della corteccia cerebrale. Nel cervello umano copre parte del cuneo, della lingula e della circonvoluzione laterale occipitale. È delimitata da un lato dall'area 17 di Brodmann (dal si distingue per l'assenza della striscia di Gennari), e dall'altro dall'area peristriata 19 (Brodmann-1909).

## Nei cercopitechi
Questa regione si ritrova anche nella corteccia cerebrale dei cercopitechi, definita mediante la citoarchitettura. È omologa dal punto di vista topografico e citoarchitettonico all'area parastriata 18 nell'uomo. Tra i suoi tratti distintivi sono da citare: uno strato largo e denso di cellule granulose (IV); un sottostrato 3b di cellule piramidali molto ravvicinate tra loro posizionato nello strato piramidale esterno (III) al di sopra dello strato IV; un sottile strato piramidale interno (V) quasi privo di cellule, con dei piccoli gangli; uno strato multiforme denso e stretto (VI) composto da piccole cellule polimorfe formanti un confine con la materia bianca sottocorticale sottostante. Come l'area 17 di Brodmann, l'area 18 è relativamente sottile, con i tre strati più profondi più sottili rispetto ai tre strati superficiali, ha distinti confini tra gli strati, abbondanza di cellule granulose, un quinto strato sottile, e confini netti tra la corteccia e la materia bianca sottocorticale.